# Mylabris oculata
Mylabris oculata là một loài bọ cánh cứng trong họ Meloidae. Loài này được Thunberg miêu tả khoa học năm 1791.

## Hình ảnh

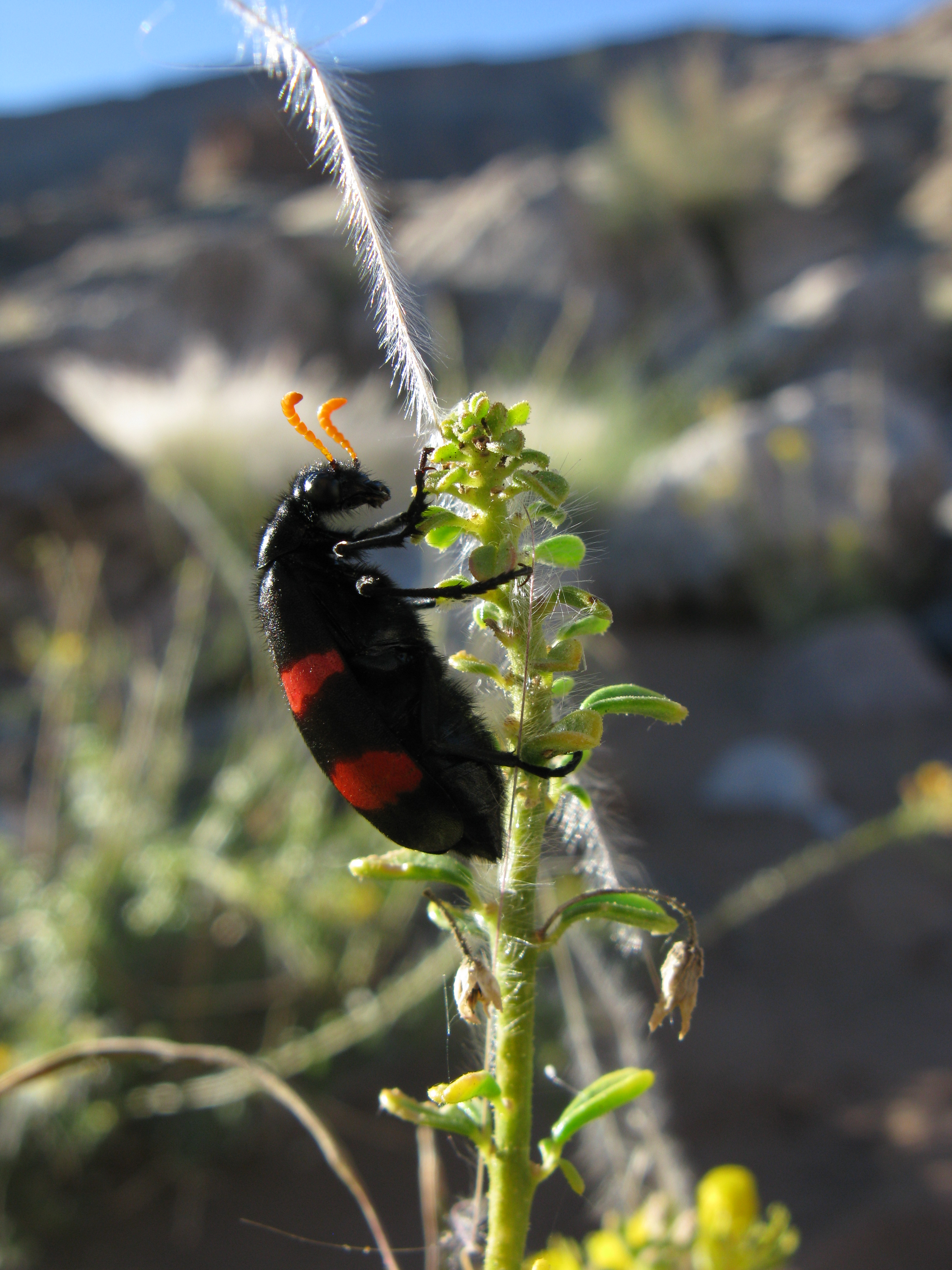